# Bundesautobahn 10
Die Bundesautobahn 10 (Abkürzung: BAB 10) – Kurzform: Autobahn 10 (Abkürzung: A 10) – verläuft rund um Berlin, daher trägt sie den Beinamen Berliner Ring. Dabei verläuft die A 10 fast ausschließlich in Brandenburg, nur im Norden verläuft sie auf ca. fünf Kilometern auf Berliner Gebiet.

## Geschichte
Die Bundesautobahn 10 wurde zwischen 1936 und 1939 als Reichsautobahn in mehreren Abschnitten zwischen Berlin-Weißensee und Potsdam-Nord im Osten, Süden und Südwesten von Berlin für den Verkehr freigegeben. Im Einzelnen erfolgten in dieser Zeit folgende Freigaben (heutige Bezeichnungen):
| Jahr | von                             | bis                          |
| ---- | ------------------------------- | ---------------------------- |
| 1936 | Dreieck Werder                  | Anschlussstelle Groß-Kreutz  |
| 1936 | ehem. Anschlussstelle Weißensee | Autobahndreieck Barnim       |
| 1937 | Autobahndreieck Barnim          | Dreieck Spreeau              |
| 1937 | Anschlussstelle Michendorf      | Dreieck Werder               |
| 1938 | Dreieck Spreeau                 | Anschlussstelle Michendorf   |
| 1939 | Anschlussstelle Groß-Kreutz     | Anschlussstelle Potsdam-Nord |

Zwischen 1972 und 1979 erfolgte die Fertigstellung des Ringes mit folgenden Abschnitten:
| Jahr | von                          | bis                             |
| ---- | ---------------------------- | ------------------------------- |
| 1972 | Dreieck Havelland            | Anschlussstelle Birkenwerder    |
| 1973 | Anschlussstelle Birkenwerder | Dreieck Pankow                  |
| 1974 | Dreieck Pankow               | ehem. Anschlussstelle Weißensee |
| 1979 | Anschlussstelle Potsdam-Nord | Dreieck Havelland               |

Im Abschnitt zwischen der ehemaligen Anschlussstelle Berlin-Weißensee und südlich der Anschlussstelle Berlin-Spandau folgt die heute realisierte Autobahn nicht der ursprünglich geplanten Reichsautobahn-Trassierung. Diese Trassen wurden zwischen der Anschlussstelle Berlin-Weißensee und der geplanten Anschlussstelle Tegel-Hennigsdorf als Strecke 49 (Nordtangente) und weiter als Strecke 48 (Westtangente) bezeichnet. Der folgende Verlauf war vorgesehen:
Östlich des heutigen Dreiecks Pankow (A 114) sollte an der B 109 die Anschlussstelle Pankow-Wandlitz angelegt werden. Von dort verlief die projektierte Strecke zwischen den Ortschaften Mühlenbeck und Schildow hindurch zum geplanten Nordkreuz, das rund einen Kilometer südlich von Schönfließ errichtet werden sollte. Es war geplant, eine Autobahnquerverbindung von der heutigen A 11 südlich von Lanke als sogenannten Nordzubringer nach Wittenau zu schaffen. Im weiteren Verlauf der Strecke 49 waren die Anschlussstellen Reinickendorf-Oranienburg an der B 96 südlich der Invalidensiedlung in Reinickendorf und Tegel-Hennigsdorf südlich von Velten geplant. Von dort verlief die vorgesehene Trasse der Strecke 48 zwischen Bötzow und dem heutigen Berliner Eisenbahn-Außenring. Dieser kreuzt heutzutage die Strecke kurz vor der Anschlussstelle Spandau-Pausin an der L 16. Die Trasse verlief dann östlich der heutigen Schleuse Schönwalde, um unmittelbar südlich des heutigen Havelkanals die Reichsautobahn Strecke 20, Wittstock-Berlin, am  Hamburger Kreuz als Hamburger Kleeblatt projektiert, zu überqueren. Des Weiteren verlief die Trasse erst unmittelbar südlich der Finkenkruger Straße und weiter in ca. 600–700 m Entfernung westlich zum heutigen Berliner Eisenbahn-Außenring entfernt, um in einem großen Bogen auf die Überquerung der Lehrter Bahn etwas weiter westlich der heutigen A 10-Überquerung zuzulaufen. Die Anschlussstelle Heerstraße-Nauen an der damaligen Reichsstraße 103, und später umbenannten Reichsstraße 5, war die letzte geplante, aber nicht wie geplant realisierte Anschlussstelle der Westtangente. Die Trasse folgte etwas weiter östlich gelegen der heutigen A 10. Ab der Priorter Straße westlich von Priort ist der Berliner Ring bis zur Anschlussstelle Potsdam-Nord auf der ursprünglichen Trasse errichtet worden.
Beim Bau der Autobahn Berlin–Stettin-Süd (heute: Kołbaskowo) im Jahr 1936 entstand im nördlichen Ast der Anschlussstelle Weißensee eine Tankstelle, die allerdings im Zuge des Weiterbaus des Ringes und der Umgestaltung der Anschlussstelle ersatzlos abgerissen wurde. Beim Umbau des AD Schwanebeck (heute: Autobahndreieck Barnim) im Jahr 2012 wurde ein Teil der Fläche freigelegt. Die beiden noch im Boden befindlichen Kraftstofftanks waren voll Wasser gelaufen, konnten aber problemlos ausgebaut werden.
Am 12. Oktober 1972 wurde das erste Teilstück der Autobahn Berlin–Rostock (heute: A 24) mit der Inbetriebnahme des Abschnitts Birkenwerder–Linum freigegeben. Bei der Anschlussstelle Linum handelte es sich um eine Behelfsausfahrt, die nur vorübergehend genutzt worden ist.

## Verlauf
Die A 10 ist knapp vor dem Motorway M25 rund um London und nach der A113 ZKAD um Moskau der zweitlängste Autobahnring Europas und war lange Zeit der längste der Welt. Inzwischen existieren in anderen Ländern deutlich größere Autobahnringe.
Anfang und Ende der Kilometrierung ist das Dreieck Barnim, das bis 2013 Dreieck Schwanebeck und danach kurzfristig Kreuz Barnim hieß. Dort mündet die A 11 von Stettin/Prenzlau in die A 10. In Richtung der Kilometrierung (im Uhrzeigersinn) münden von außen am Dreieck Spreeau die A 12, am Kreuz Schönefeld die A 13, am Dreieck Potsdam die A 9, am Dreieck Werder die A 2 und am Dreieck Havelland die A 24 in den Berliner Ring. Die Autobahn ist mit dem Berliner Stadtring (A 100) und anderen Teilen Berlins über die A 111 (Kreuz Oranienburg), A 114 (Dreieck Pankow), A 113 (Kreuz Schönefeld) und A 115 (Dreieck Nuthetal, der nördliche Teil ist als AVUS bekannt) verbunden, die von innen in den Ring münden. Die Anschlussstellen Ludwigsfelde-Ost und Berlin-Spandau sowie das Kreuz Oranienburg führen zu autobahnähnlich ausgebauten Bundesstraßen.
Stundeneiche
Am Kilometer 82,0 zwischen Ludwigsfelde und dem Autobahndreieck Nuthetal stand auf dem Mittelstreifen über ein halbes Jahrhundert die markante „Stundeneiche“. Den Namen erhielt der Baum zu DDR-Zeiten von den Autofahrern auf der stark frequentierten Autobahn, die von dort aus noch ungefähr eine Stunde bis in die Ost-Berliner Innenstadt brauchten. Das Naturdenkmal musste 2004 gefällt werden und wurde von der Künstlerin Franziska Uhl zu einer zweiteiligen Skulptur verarbeitet, die 2005 auf dem Rathausplatz von Ludwigsfelde aufgestellt wurde.
Niederlehmer Wasserturm
Ein heute noch bestehendes Wahrzeichen des südöstlichen Ringes ist der Niederlehmer Wasserturm, der kurz hinter der Brücke über die Dahme direkt an der Autobahn steht und die Straße weit überragt. Der 27 m hohe Wasserturm wurde 1902 komplett aus Kalksandstein und nach dem Vorbild des Istanbuler Galataturms, einem Christus-Turm aus den Jahren 1348/1349, errichtet.

## Ausbaustandard

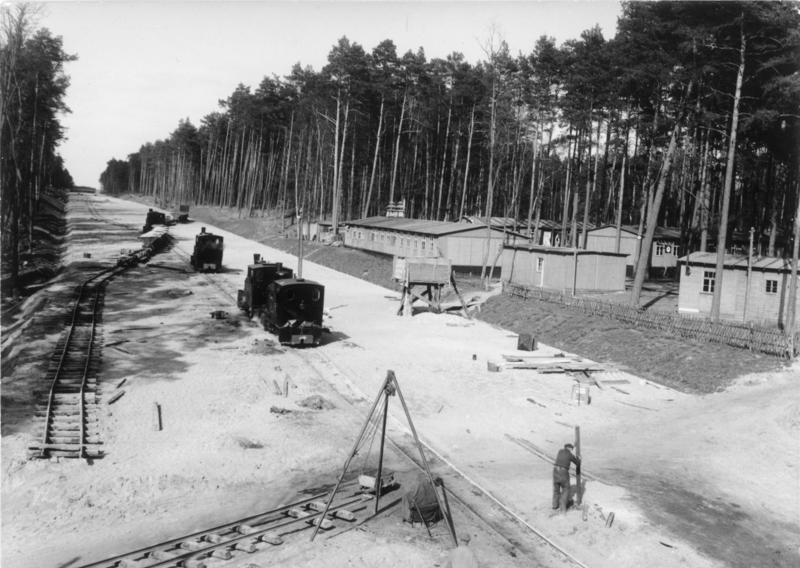
Bau der Autobahn, 1936

Die A 10 ist im Nord-, Ost- und Südteil zwischen dem Autobahndreieck Havelland (A 24) und dem Dreieck Werder, an dem die A 2 einmündet, sechsstreifig ausgebaut, im Süden teilweise achtstreifig. Vor 1990 war der Abschnitt zwischen den Dreiecken Nuthetal (damals: Abzweig Drewitz) und Potsdam die einzige sechsstreifige Autobahn der DDR. Im westlichen Teil ist die Autobahn derzeit vierstreifig ohne Standstreifen ausgebaut.
Die Tank- und Rastanlage Wolfslake (Ost/West) am westlichen Berliner Ring zwischen der Anschlussstelle Falkensee und dem Dreieck Havelland befindet sich auf den Stellflächen des ehemaligen militärischen Autobahn-Behelfsflugplatzes, der im Zuge des Neubaus 1979 angelegt worden war. Der Bereich der Start- und Landebahn ist auch heute (Stand: 2012) durchgehend betoniert, die Pfosten der Mittelleitplanken sind dort verankert.

## Weiterer Ausbau
Nach einer Pressemitteilung des brandenburgischen Verkehrsministers Jörg Vogelsänger vom 1. Februar 2011 sollte die Autobahn von der Anschlussstelle Kremmen-Süd an der A 24 über das Dreieck Havelland bis zum Dreieck Barnim im Jahr 2022 durchgehend sechsstreifig befahrbar sein. Damit wird der stark befahrene nördliche Berliner Ring entlastet. Allein bei Oranienburg sind täglich 51.000 Fahrzeuge unterwegs, knapp ein Fünftel davon sind Lkw. Die Gesamtkosten für das Vorhaben sollten sich auf rund 300 Millionen Euro belaufen. Der Teilabschnitt zwischen dem Dreieck Havelland und dem Kreuz Oranienburg wurde am 17. Dezember 2020 sechsstreifig in Betrieb genommen. Die Inbetriebnahme des vorerst letzten Ausbauabschnittes zwischen dem Kreuz Oranienburg und dem Dreieck Pankow erfolgte im November 2022.
Im Zuge des Ausbaus wurde das Dreieck Schwanebeck zu einem Autobahnkreuz umgestaltet und zunächst in Kreuz Barnim und kurz danach in Dreieck Barnim umbenannt. Die Bezeichnung Kreuz wurde in Dreieck geändert, da der südliche Anschluss keine Autobahn, sondern die Bundesstraße 2 ist. Die Hauptrichtungsfahrbahn bildet nun der Berliner Ring und nicht die Fahrtrichtung nördlicher Berliner Ring – A 11. Die Anschlussstelle Berlin-Weißensee ist wegen der unmittelbaren Nähe zum Autobahnkreuz entfallen. Stattdessen wurde die B 2 direkt in die A 11 überführt und gleichzeitig die A 11 bis zum Kilometer 2,0 grundhaft aus- und umgebaut. Die Bauarbeiten begannen im Frühjahr 2010 mit umfangreichen Rodungsmaßnahmen im Bereich des Autobahndreiecks Schwanebeck (Baufreimachung) sowie dem Brückenneubau zwischen Weißensee und dem Dreieck Pankow an der A 10. Der erste Spatenstich für den Umbau fand am 5. Mai 2011 statt. Nach einer 29 Monate langen Bauzeit wurde das Autobahndreieck am 11. November 2013 offiziell dem Verkehr übergeben.
Im Juli 2011 wurde der Planfeststellungsbeschluss für den sechsstreifigen Ausbau von der Anschlussstelle Neuruppin (A 24) bis zur Anschlussstelle Oberkrämer (A 10) einschließlich des Umbaus des Dreiecks Havelland veröffentlicht. Am 17. September 2012 erfolgte der symbolische erste Spatenstich für den Ausbau des Abschnitts Dreieck Havelland–Kremmen. Insgesamt wurde mit Kosten von 52 Millionen Euro gerechnet.
Die Europäische Union beteiligte sich daran mit 18 Millionen Euro aus dem Europäischen Fonds für regionale Entwicklung an der Finanzierung. Der ausgebaute Abschnitt wurde am 27. September 2014 in Betrieb genommen. Außerdem wurde am 7. Oktober 2015 der ausgebaute Berliner Abschnitt dem Verkehr übergeben.
Die Strecke zwischen dem Dreieck Nuthetal und dem Dreieck Potsdam wurde seit 2016 achtstreifig ausgebaut und am 4. Juni 2020 dem Verkehr übergeben. Die Baukosten waren mit rund 123 Millionen Euro veranschlagt worden, der Planfeststellungsbeschluss lag seit Januar 2013 vor. Für die Raststätte Michendorf sind 61 zusätzliche Lkw-Stellplätze entstanden. Die Aufforstungen als Ausgleichsmaßnahme für die Umwelt wurden nach Beschwerden einer Bürgerinitiative aus Michendorf ortsnah ausgeführt, statt wie ursprünglich geplant bei Ribbeck oder Thyrow, ebenfalls wurde inzwischen die Verwendung von offenporigem Asphalt (Flüsterasphalt) bei Michendorf in die Planung mit aufgenommen. Auf den zu errichtenden Lärmschutzwänden waren ursprünglich Photovoltaikanlagen mit einer Leistung von rund 7,5 MWp geplant. Das Vergabeverfahren zur Errichtung dieser „Solarlärmschutzwände“ startete im September 2013, hierfür sollte ein privater Investor gefunden werden. Dieser sollte die Kosten zur Erhöhung der ursprünglich vorgesehenen sechs bis acht Meter hohen Lärmschutzwände auf etwa zehn Meter tragen und die dabei anfallenden Mehrkosten über die Vermarktung des Solarstroms wieder zurückerhalten. Nachdem sich kein Investor hierfür gefunden hatte, galt das Vorhaben zur Errichtung der Photovoltaikanlagen und der Erhöhung der Schallschutzwände als gescheitert. Der Baubeginn für den Abschnitt erfolgte mit dem offiziellen ersten Spatenstich am 31. März 2016, die Kosten wurden mit 150 Millionen Euro angegeben.
Der sechsstreifige Ausbau des Abschnitts zwischen dem Dreieck Werder und dem Dreieck Havelland ist im aktuellen Bundesverkehrswegeplan 2030 als weiterer Bedarf mit Planungsrecht ausgewiesen. In diesem Bundesverkehrswegeplan befand sich der Abschnitt zwischen dem Dreieck Werder und Groß Kreutz noch im vordringlichen Bedarf. Allerdings wurden die Ersatzneubauten der Brücke über den Zernsee zwischen den Anschlussstellen Phöben und Leest sowie der Doppelbrücke über den Havelkanal zwischen den Anschlussstellen Brieselang und Falkensee bereits sechsstreifig errichtet, wobei derzeit nur zwei Fahrstreifen je Richtung freigegeben sind. Des Weiteren ist das Überführungsbauwerk der neugebauten Bundesstraße 5 im Bereich der Anschlussstelle Berlin-Spandau für den Ausbau vorbereitet worden.

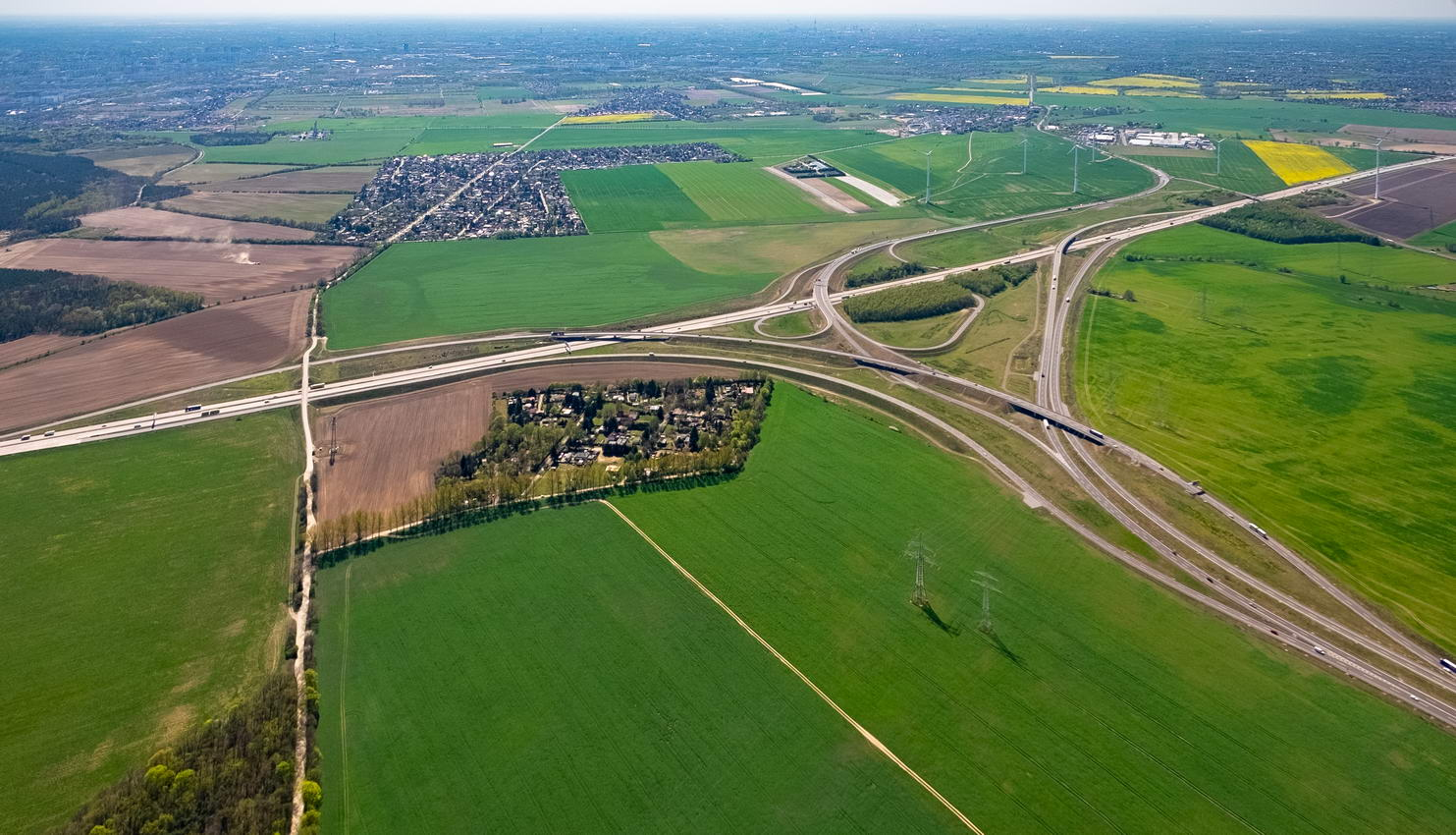
Autobahndreieck Barnim, Kilometer Null
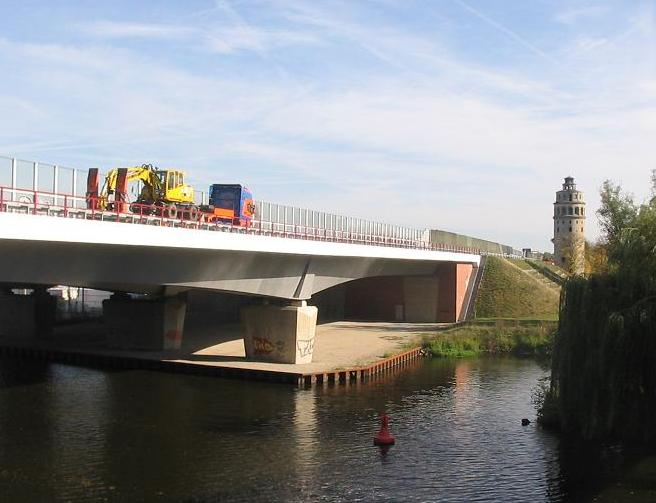
Dahme-Brücke mit Niederlehmer Wasserturm
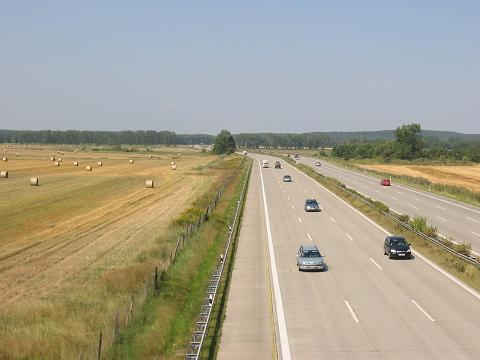
Südlicher Berliner Ring zwischen Ludwigsfelde und Dreieck Nuthetal
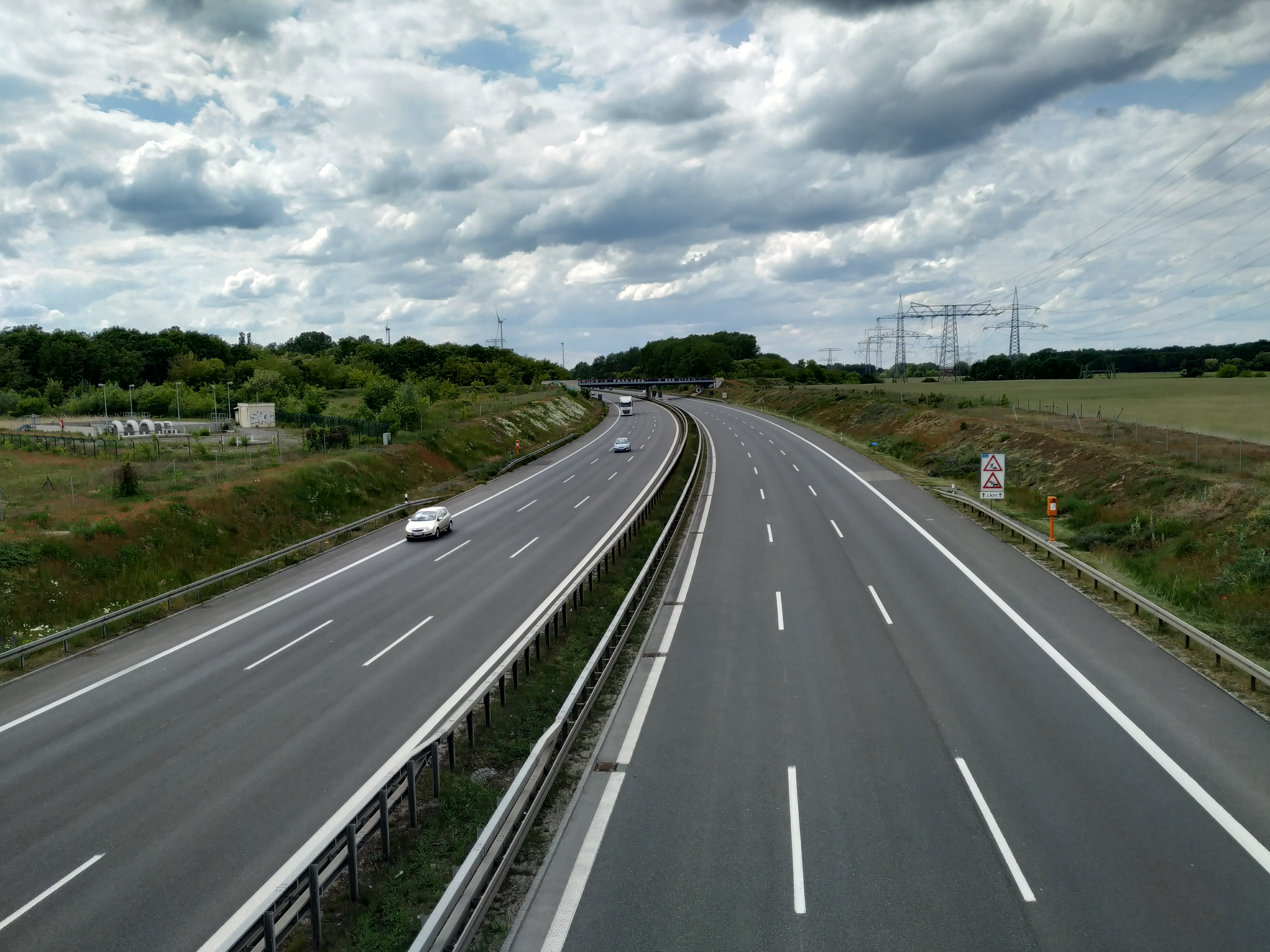
Sechsstreifiger Ausbau in Berlin-Buch